# SNAP-25
SNAP25 (от англ. synaptosomal-associated protein, 25-kD) — мембранный белок, компонент белкового комплекса SNARE, осуществляющего стыковку синаптической везикулы с пресинаптической мембраной нейрона и их слияние с последующим высвобождением нейромедиатора.

## Структура и свойства
SNAP25 является небольшим белком (около 25 кДа). Он крепится к мембране синаптической везикулы за счёт ацильных остатков пальмитиновой кислоты, находящихся в середине молекулы белка. При образовании стыковочного SNARE комплекса с синтаксином и синаптобревином SNAP25 предоставляет две из четырёх альфа-спиралей комплекса. По структурной классификации SNAP25 относится к подгруппе Q-SNARE.

## Патология
Ботулиновый токсин типа A, C и E приводят к расщеплению SNAP25, что вызывает паралич.